# Critério do Dauphiné de 2021
A 73.ª edição da competição ciclista Critério do Dauphiné foi uma corrida de ciclismo em estrada por etapas que se celebrou entre 30 de maio e 6 de junho de 2021 na França com início na cidade de Issoire e final na cidade de Les Gets sobre um percurso de 1205,5 quilómetros.
A corrida fez parte do UCI WorldTour de 2021, calendário ciclístico de máximo nível mundial, sendo a décimo nona corrida de dito circuito e foi vencida pelo australiano Richie Porte do Ineos Grenadiers. Completaram o pódio, como segundo e terceiro classificado, o cazaque Alexey Lutsenko do Astana-Premier Tech e o britânico Geraint Thomas, colega de equipa do vencedor.

## Equipas participantes
Tomaram parte na corrida 21 equipas: 19 de categoria UCI WorldTeam e 2 de categoria UCI ProTeam. Formaram assim um pelotão de 147 ciclistas dos que acabaram 118. As equipas participantes foram:
| Equipes WorldTeam (19)- AG2R Citroën Team - Astana-Premier Tech - Bahrain Victorious - Bora-Hansgrohe - Cofidis - Deceuninck-Quick Step - EF Education-Nippo - Groupama-FDJ - Ineos Grenadiers - Intermarché-Wanty-Gobert Matériaux - Israel Start-Up Nation - Jumbo-Visma - Lotto Soudal - Movistar Team - Team BikeExchange - Team DSM - Qhubeka Assos - Trek-Segafredo - UAE Team Emirates Equipes ProTeam (2)- Arkéa-Samsic - B&B Hotels p/b KTM |
| |

## Percorrido
O Critério do Dauphiné dispôs de oito etapas divido em cinco etapas em media montanha, duas etapas de alta montanha, e uma contrarrelógio individual para um percurso total de 1205,5 quilómetros. O percurso de 2021 desenhou-se para que o pelotão vá subindo gradualmente a temperatura num percurso desde o Maciço Central até os Alpes. Na etapa inaugural, com saída e chegada em Issoire, os velocistas terão que se esforçar por manter na luta até meta. Dois dias mais tarde, em Saint-Haon-le-Vieux, a recta de meta de 800 metros inclina-se para o céu. Com 16,5 quilómetros, a contrarrelógio de Firminy a Roche-la-Molière será o suficientemente longa como para agitar as coisas mas, ao mesmo tempo, o suficientemente curta como para manter a corrida muito aberta. Após quatro etapas disputadas o pelotão dirigir-se-á às cimeiras alpinas, onde os guerreiros da montanha acapararán o protagonismo da etapa a Le Sappey-en-Chartreuse com o Col de Porte, depois ao dia seguinte a corrida descobrirá a estação de esqui de La Plagne no vale alpino, depois de uma subida de 17 quilómetros com uma pendente média de 7,5% depois do passo pela alta montanha do Col du Pré e o Cormet de Roselend. O grande final da última etapa oferecerá uma sucessão de subidas prontas para ser utilizadas como plataforma de lançamento de uma aventura épica: as estradas de alta montanha passarão pelos portos do Col des Aravis, o Col da Colombière, e o Col de Joux-Plane situado nos Alpes franceses que culmina a 1691 msnm, será o terreno perfeito para uma festa da escalada.
| Etapa | Data    | Percurso                                   | type                      | Distância (km) | Elevação (m) | Vencedor           | Líder geral       |
| ----- | ------- | ------------------------------------------ | ------------------------- | -------------- | ------------ | ------------------ | ----------------- |
| 1     | 30 mai. | Issoire – Issoire                          | etapa escarpada           | 182,52         | 2 308 m      | Brent Van Moer     | Brent Van Moer    |
| 2     | 31 mai. | Brioude – Saugues                          | etapa escarpada           | 173,28         | 3 224 m      | Lukas Pöstlberger  | Lukas Pöstlberger |
| 3     | 1 jun.  | Langeac – Saint-Haon-le-Vieux              | etapa escarpada           | 171,56         | 2 095 m      | Sonny Colbrelli    | Lukas Pöstlberger |
| 4     | 2 jun.  | Firminy – Roche-la-Molière                 | contrarrelógio individual | 16,53          | 317 m        | Alexey Lutsenko    | Lukas Pöstlberger |
| 5     | 3 jun.  | Saint Chamond – Saint-Vallier              | etapa escarpada           | 171,04         | 2 209 m      | Geraint Thomas     | Lukas Pöstlberger |
| 6     | 4 jun.  | Loriol-sur-Drôme – Le Sappey-en-Chartreuse | média montanha            | 167,26         | 2 706 m      | Alejandro Valverde | Alexey Lutsenko   |
| 7     | 5 jun.  | Saint-Martin-le-Vinoux – La Plagne         | alta montanha             | 171,53         | 4 163 m      | Mark Padun         | Richie Porte      |
| 8     | 6 jun.  | La Léchère – Les Gets                      | alta montanha             | 147            | 4 190 m      | Mark Padun         | Richie Porte      |

## Desenvolvimento da corrida

### 1.ª etapa
| Issoire - Issoire | etapa escarpada | (182,52 km) |

| \| Classificação por etapas \| Classificação por etapas \| Classificação por etapas \| Classificação por etapas \| Classificação por etapas \| \| Ciclista \| Ciclista \| Equipe \| Tempo \| \| \| ------------------------ \| ------------------------ \| ------------------------ \| ------------------------ \| ------------------------ \| \| 1. \| Brent Van Moer \| Lotto-Soudal \| 4h13m00s \| \| \| 2. \| Sonny Colbrelli \| Bahrain Victorious \| + 25s \| \| \| 3. \| Clément Venturini \| AG2R Citroën Team \| + 25s \| \| \| 4. \| Jasper Stuyven \| Trek-Segafredo \| + 25s \| \| \| 5. \| Kaden Groves \| BikeExchange \| + 25s \| \| \| 6. \| Nils Politt \| Bora-Hansgrohe \| + 25s \| \| \| 7. \| Michał Kwiatkowski \| Ineos Grenadiers \| + 25s \| \| \| 8. \| Kasper Asgreen \| Deceuninck-Quick Step \| + 25s \| \| \| 9. \| Alex Aranburu \| Astana-Premier Tech \| + 25s \| \| \| 10. \| Alejandro Valverde \| Movistar Team \| + 25s \| \| |                    |                       |          |
| |                    |                       |          |
| Fonte: ProCyclingStats |                    |                       |          |
| Classificação por etapas |                    |                       |          |
| Ciclista | Ciclista           | Equipe                | Tempo    |
| 1. | Brent Van Moer     | Lotto-Soudal          | 4h13m00s |
| 2. | Sonny Colbrelli    | Bahrain Victorious    | + 25s    |
| 3. | Clément Venturini  | AG2R Citroën Team     | + 25s    |
| 4. | Jasper Stuyven     | Trek-Segafredo        | + 25s    |
| 5. | Kaden Groves       | BikeExchange          | + 25s    |
| 6. | Nils Politt        | Bora-Hansgrohe        | + 25s    |
| 7. | Michał Kwiatkowski | Ineos Grenadiers      | + 25s    |
| 8. | Kasper Asgreen     | Deceuninck-Quick Step | + 25s    |
| 9. | Alex Aranburu      | Astana-Premier Tech   | + 25s    |
| 10. | Alejandro Valverde | Movistar Team         | + 25s    |

| \| Classificação geral \| Classificação geral \| Classificação geral \| Classificação geral \| Classificação geral \| \| Ciclista \| Ciclista \| Equipe \| Tempo \| \| \| ------------------- \| ------------------- \| --------------------- \| ------------------- \| ------------------- \| \| 1. \| Brent Van Moer \| Lotto-Soudal \| 4h12m49s \| \| \| 2. \| Sonny Colbrelli \| Bahrain Victorious \| + 30s \| \| \| 3. \| Clément Venturini \| AG2R Citroën Team \| + 32s \| \| \| 4. \| Patrick Gamper \| Bora-Hansgrohe \| + 33s \| \| \| 5. \| Jasper Stuyven \| Trek-Segafredo \| + 36s \| \| \| 6. \| Kaden Groves \| BikeExchange \| + 36s \| \| \| 7. \| Nils Politt \| Bora-Hansgrohe \| + 36s \| \| \| 8. \| Michał Kwiatkowski \| Ineos Grenadiers \| + 36s \| \| \| 9. \| Kasper Asgreen \| Deceuninck-Quick Step \| + 36s \| \| \| 10. \| Alex Aranburu \| Astana-Premier Tech \| + 36s \| \| |                    |                       |          |
| |                    |                       |          |
| Fonte: ProCyclingStats |                    |                       |          |
| Classificação geral |                    |                       |          |
| Ciclista | Ciclista           | Equipe                | Tempo    |
| 1. | Brent Van Moer     | Lotto-Soudal          | 4h12m49s |
| 2. | Sonny Colbrelli    | Bahrain Victorious    | + 30s    |
| 3. | Clément Venturini  | AG2R Citroën Team     | + 32s    |
| 4. | Patrick Gamper     | Bora-Hansgrohe        | + 33s    |
| 5. | Jasper Stuyven     | Trek-Segafredo        | + 36s    |
| 6. | Kaden Groves       | BikeExchange          | + 36s    |
| 7. | Nils Politt        | Bora-Hansgrohe        | + 36s    |
| 8. | Michał Kwiatkowski | Ineos Grenadiers      | + 36s    |
| 9. | Kasper Asgreen     | Deceuninck-Quick Step | + 36s    |
| 10. | Alex Aranburu      | Astana-Premier Tech   | + 36s    |

### 2.ª etapa
| Brioude - Saugues | etapa escarpada | (173,28 km) |

| \| Classificação por etapas \| Classificação por etapas \| Classificação por etapas \| Classificação por etapas \| Classificação por etapas \| \| Ciclista \| Ciclista \| Equipe \| Tempo \| \| \| ------------------------ \| ------------------------ \| ------------------------ \| ------------------------ \| ------------------------ \| \| 1. \| Lukas Pöstlberger \| Bora-Hansgrohe \| 4h25m20s \| \| \| 2. \| Sonny Colbrelli \| Bahrain Victorious \| + 11s \| \| \| 3. \| Alejandro Valverde \| Movistar Team \| + 11s \| \| \| 4. \| Kasper Asgreen \| Deceuninck-Quick Step \| + 11s \| \| \| 5. \| Sven Erik Bystrøm \| UAE Team Emirates \| + 11s \| \| \| 6. \| Patrick Konrad \| Bora-Hansgrohe \| + 11s \| \| \| 7. \| Ilan Van Wilder \| Team DSM \| + 11s \| \| \| 8. \| Greg Van Avermaet \| AG2R Citroën Team \| + 11s \| \| \| 9. \| Alex Aranburu \| Astana-Premier Tech \| + 11s \| \| \| 10. \| David Gaudu \| Groupama-FDJ \| + 11s \| \| |                    |                       |          |
| |                    |                       |          |
| Fonte: ProCyclingStats |                    |                       |          |
| Classificação por etapas |                    |                       |          |
| Ciclista | Ciclista           | Equipe                | Tempo    |
| 1. | Lukas Pöstlberger  | Bora-Hansgrohe        | 4h25m20s |
| 2. | Sonny Colbrelli    | Bahrain Victorious    | + 11s    |
| 3. | Alejandro Valverde | Movistar Team         | + 11s    |
| 4. | Kasper Asgreen     | Deceuninck-Quick Step | + 11s    |
| 5. | Sven Erik Bystrøm  | UAE Team Emirates     | + 11s    |
| 6. | Patrick Konrad     | Bora-Hansgrohe        | + 11s    |
| 7. | Ilan Van Wilder    | Team DSM              | + 11s    |
| 8. | Greg Van Avermaet  | AG2R Citroën Team     | + 11s    |
| 9. | Alex Aranburu      | Astana-Premier Tech   | + 11s    |
| 10. | David Gaudu        | Groupama-FDJ          | + 11s    |

| \| Classificação geral \| Classificação geral \| Classificação geral \| Classificação geral \| Classificação geral \| \| Ciclista \| Ciclista \| Equipe \| Tempo \| \| \| ------------------- \| ------------------- \| --------------------- \| ------------------- \| ------------------- \| \| 1. \| Lukas Pöstlberger \| Bora-Hansgrohe \| 8h38m32s \| \| \| 2. \| Sonny Colbrelli \| Bahrain Victorious \| + 12s \| \| \| 3. \| Alejandro Valverde \| Movistar Team \| + 20s \| \| \| 4. \| Kasper Asgreen \| Deceuninck-Quick Step \| + 24s \| \| \| 5. \| Alex Aranburu \| Astana-Premier Tech \| + 24s \| \| \| 6. \| Patrick Konrad \| Bora-Hansgrohe \| + 24s \| \| \| 7. \| Michael Valgren \| EF Education-Nippo \| + 24s \| \| \| 8. \| Guillaume Martin \| Cofidis \| + 24s \| \| \| 9. \| Geraint Thomas \| Ineos Grenadiers \| + 24s \| \| \| 10. \| Ilan Van Wilder \| Team DSM \| + 24s \| \| |                    |                       |          |
| |                    |                       |          |
| Fonte: ProCyclingStats |                    |                       |          |
| Classificação geral |                    |                       |          |
| Ciclista | Ciclista           | Equipe                | Tempo    |
| 1. | Lukas Pöstlberger  | Bora-Hansgrohe        | 8h38m32s |
| 2. | Sonny Colbrelli    | Bahrain Victorious    | + 12s    |
| 3. | Alejandro Valverde | Movistar Team         | + 20s    |
| 4. | Kasper Asgreen     | Deceuninck-Quick Step | + 24s    |
| 5. | Alex Aranburu      | Astana-Premier Tech   | + 24s    |
| 6. | Patrick Konrad     | Bora-Hansgrohe        | + 24s    |
| 7. | Michael Valgren    | EF Education-Nippo    | + 24s    |
| 8. | Guillaume Martin   | Cofidis               | + 24s    |
| 9. | Geraint Thomas     | Ineos Grenadiers      | + 24s    |
| 10. | Ilan Van Wilder    | Team DSM              | + 24s    |

### 3.ª etapa
| Langeac - Saint-Haon-le-Vieux | etapa escarpada | (171,56 km) |

| \| Classificação por etapas \| Classificação por etapas \| Classificação por etapas \| Classificação por etapas \| Classificação por etapas \| \| Ciclista \| Ciclista \| Equipe \| Tempo \| \| \| ------------------------ \| ------------------------ \| ------------------------ \| ------------------------ \| ------------------------ \| \| 1. \| Sonny Colbrelli \| Bahrain Victorious \| 3h56m36s \| \| \| 2. \| Alex Aranburu \| Astana-Premier Tech \| + 0s \| \| \| 3. \| Brandon McNulty \| UAE Team Emirates \| + 0s \| \| \| 4. \| Jasper Stuyven \| Trek-Segafredo \| + 0s \| \| \| 5. \| Wilco Kelderman \| Bora-Hansgrohe \| + 0s \| \| \| 6. \| Clément Venturini \| AG2R Citroën Team \| + 0s \| \| \| 7. \| Carlos Barbero \| Qhubeka Assos \| + 0s \| \| \| 8. \| Clément Russo \| Arkéa-Samsic \| + 0s \| \| \| 9. \| Tim Wellens \| Lotto-Soudal \| + 0s \| \| \| 10. \| Kasper Asgreen \| Deceuninck-Quick Step \| + 0s \| \| |                   |                       |          |
| |                   |                       |          |
| Fonte: ProCyclingStats |                   |                       |          |
| Classificação por etapas |                   |                       |          |
| Ciclista | Ciclista          | Equipe                | Tempo    |
| 1. | Sonny Colbrelli   | Bahrain Victorious    | 3h56m36s |
| 2. | Alex Aranburu     | Astana-Premier Tech   | + 0s     |
| 3. | Brandon McNulty   | UAE Team Emirates     | + 0s     |
| 4. | Jasper Stuyven    | Trek-Segafredo        | + 0s     |
| 5. | Wilco Kelderman   | Bora-Hansgrohe        | + 0s     |
| 6. | Clément Venturini | AG2R Citroën Team     | + 0s     |
| 7. | Carlos Barbero    | Qhubeka Assos         | + 0s     |
| 8. | Clément Russo     | Arkéa-Samsic          | + 0s     |
| 9. | Tim Wellens       | Lotto-Soudal          | + 0s     |
| 10. | Kasper Asgreen    | Deceuninck-Quick Step | + 0s     |

| \| Classificação geral \| Classificação geral \| Classificação geral \| Classificação geral \| Classificação geral \| \| Ciclista \| Ciclista \| Equipe \| Tempo \| \| \| ------------------- \| ------------------- \| --------------------- \| ------------------- \| ------------------- \| \| 1. \| Lukas Pöstlberger \| Bora-Hansgrohe \| 12h35m08s \| \| \| 2. \| Sonny Colbrelli \| Bahrain Victorious \| + 2s \| \| \| 3. \| Alex Aranburu \| Astana-Premier Tech \| + 18s \| \| \| 4. \| Alejandro Valverde \| Movistar Team \| + 20s \| \| \| 5. \| Kasper Asgreen \| Deceuninck-Quick Step \| + 23s \| \| \| 6. \| Quentin Pacher \| B&B Hotels p/b KTM \| + 24s \| \| \| 7. \| Patrick Konrad \| Bora-Hansgrohe \| + 24s \| \| \| 8. \| Geraint Thomas \| Ineos Grenadiers \| + 24s \| \| \| 9. \| Ilan Van Wilder \| Team DSM \| + 24s \| \| \| 10. \| Steven Kruijswijk \| Jumbo-Visma \| + 24s \| \| |                    |                       |           |
| |                    |                       |           |
| Fonte: ProCyclingStats |                    |                       |           |
| Classificação geral |                    |                       |           |
| Ciclista | Ciclista           | Equipe                | Tempo     |
| 1. | Lukas Pöstlberger  | Bora-Hansgrohe        | 12h35m08s |
| 2. | Sonny Colbrelli    | Bahrain Victorious    | + 2s      |
| 3. | Alex Aranburu      | Astana-Premier Tech   | + 18s     |
| 4. | Alejandro Valverde | Movistar Team         | + 20s     |
| 5. | Kasper Asgreen     | Deceuninck-Quick Step | + 23s     |
| 6. | Quentin Pacher     | B&B Hotels p/b KTM    | + 24s     |
| 7. | Patrick Konrad     | Bora-Hansgrohe        | + 24s     |
| 8. | Geraint Thomas     | Ineos Grenadiers      | + 24s     |
| 9. | Ilan Van Wilder    | Team DSM              | + 24s     |
| 10. | Steven Kruijswijk  | Jumbo-Visma           | + 24s     |

### 4.ª etapa
| Firminy - Roche-la-Molière | contrarrelógio individual | (16,53 km) |

| \| Classificação por etapas \| Classificação por etapas \| Classificação por etapas \| Classificação por etapas \| Classificação por etapas \| \| Ciclista \| Ciclista \| Equipe \| Tempo \| \| \| ------------------------ \| ------------------------ \| ------------------------ \| ------------------------ \| ------------------------ \| \| 1. \| Alexey Lutsenko \| Astana-Premier Tech \| 21m36s \| \| \| 2. \| Ion Izagirre \| Astana-Premier Tech \| + 8s \| \| \| 3. \| Kasper Asgreen \| Deceuninck-Quick Step \| + 9s \| \| \| 4. \| Wilco Kelderman \| Bora-Hansgrohe \| + 12s \| \| \| 5. \| Ilan Van Wilder \| Team DSM \| + 13s \| \| \| 6. \| Richie Porte \| Ineos Grenadiers \| + 15s \| \| \| 7. \| Jonas Vingegaard \| Jumbo-Visma \| + 17s \| \| \| 8. \| Brandon McNulty \| UAE Team Emirates \| + 21s \| \| \| 9. \| Lukas Pöstlberger \| Bora-Hansgrohe \| + 23s \| \| \| 10. \| Geraint Thomas \| Ineos Grenadiers \| + 23s \| \| |                   |                       |        |
| |                   |                       |        |
| Fonte: ProCyclingStats |                   |                       |        |
| Classificação por etapas |                   |                       |        |
| Ciclista | Ciclista          | Equipe                | Tempo  |
| 1. | Alexey Lutsenko   | Astana-Premier Tech   | 21m36s |
| 2. | Ion Izagirre      | Astana-Premier Tech   | + 8s   |
| 3. | Kasper Asgreen    | Deceuninck-Quick Step | + 9s   |
| 4. | Wilco Kelderman   | Bora-Hansgrohe        | + 12s  |
| 5. | Ilan Van Wilder   | Team DSM              | + 13s  |
| 6. | Richie Porte      | Ineos Grenadiers      | + 15s  |
| 7. | Jonas Vingegaard  | Jumbo-Visma           | + 17s  |
| 8. | Brandon McNulty   | UAE Team Emirates     | + 21s  |
| 9. | Lukas Pöstlberger | Bora-Hansgrohe        | + 23s  |
| 10. | Geraint Thomas    | Ineos Grenadiers      | + 23s  |

| \| Classificação geral \| Classificação geral \| Classificação geral \| Classificação geral \| Classificação geral \| \| Ciclista \| Ciclista \| Equipe \| Tempo \| \| \| ------------------- \| ------------------- \| --------------------- \| ------------------- \| ------------------- \| \| 1. \| Lukas Pöstlberger \| Bora-Hansgrohe \| 12h57m07s \| \| \| 2. \| Alexey Lutsenko \| Astana-Premier Tech \| + 1s \| \| \| 3. \| Kasper Asgreen \| Deceuninck-Quick Step \| + 9s \| \| \| 4. \| Ion Izagirre \| Astana-Premier Tech \| + 9s \| \| \| 5. \| Wilco Kelderman \| Bora-Hansgrohe \| + 13s \| \| \| 6. \| Ilan Van Wilder \| Team DSM \| + 14s \| \| \| 7. \| Richie Porte \| Ineos Grenadiers \| + 16s \| \| \| 8. \| Geraint Thomas \| Ineos Grenadiers \| + 24s \| \| \| 9. \| Patrick Konrad \| Bora-Hansgrohe \| + 32s \| \| \| 10. \| Ben O'Connor \| AG2R Citroën Team \| + 34s \| \| |                   |                       |           |
| |                   |                       |           |
| Fonte: ProCyclingStats |                   |                       |           |
| Classificação geral |                   |                       |           |
| Ciclista | Ciclista          | Equipe                | Tempo     |
| 1. | Lukas Pöstlberger | Bora-Hansgrohe        | 12h57m07s |
| 2. | Alexey Lutsenko   | Astana-Premier Tech   | + 1s      |
| 3. | Kasper Asgreen    | Deceuninck-Quick Step | + 9s      |
| 4. | Ion Izagirre      | Astana-Premier Tech   | + 9s      |
| 5. | Wilco Kelderman   | Bora-Hansgrohe        | + 13s     |
| 6. | Ilan Van Wilder   | Team DSM              | + 14s     |
| 7. | Richie Porte      | Ineos Grenadiers      | + 16s     |
| 8. | Geraint Thomas    | Ineos Grenadiers      | + 24s     |
| 9. | Patrick Konrad    | Bora-Hansgrohe        | + 32s     |
| 10. | Ben O'Connor      | AG2R Citroën Team     | + 34s     |

### 5.ª etapa
| Saint Chamond - Saint-Vallier | etapa escarpada | (171,04 km) |

| \| Classificação por etapas \| Classificação por etapas \| Classificação por etapas \| Classificação por etapas \| Classificação por etapas \| \| Ciclista \| Ciclista \| Equipe \| Tempo \| \| \| ------------------------ \| ------------------------ \| ------------------------ \| ------------------------ \| ------------------------ \| \| 1. \| Geraint Thomas \| Ineos Grenadiers \| 4h02m15s \| \| \| 2. \| Sonny Colbrelli \| Bahrain Victorious \| + 0s \| \| \| 3. \| Alex Aranburu \| Astana-Premier Tech \| + 0s \| \| \| 4. \| Carlos Barbero \| Qhubeka Assos \| + 0s \| \| \| 5. \| Mads Würtz \| Israel Start-Up Nation \| + 0s \| \| \| 6. \| Michael Valgren \| EF Education-Nippo \| + 0s \| \| \| 7. \| Patrick Konrad \| Bora-Hansgrohe \| + 0s \| \| \| 8. \| Alejandro Valverde \| Movistar Team \| + 0s \| \| \| 9. \| Harry Sweeny \| Lotto-Soudal \| + 0s \| \| \| 10. \| Franck Bonnamour \| B&B Hotels p/b KTM \| + 0s \| \| |                    |                        |          |
| |                    |                        |          |
| Fonte: ProCyclingStats |                    |                        |          |
| Classificação por etapas |                    |                        |          |
| Ciclista | Ciclista           | Equipe                 | Tempo    |
| 1. | Geraint Thomas     | Ineos Grenadiers       | 4h02m15s |
| 2. | Sonny Colbrelli    | Bahrain Victorious     | + 0s     |
| 3. | Alex Aranburu      | Astana-Premier Tech    | + 0s     |
| 4. | Carlos Barbero     | Qhubeka Assos          | + 0s     |
| 5. | Mads Würtz         | Israel Start-Up Nation | + 0s     |
| 6. | Michael Valgren    | EF Education-Nippo     | + 0s     |
| 7. | Patrick Konrad     | Bora-Hansgrohe         | + 0s     |
| 8. | Alejandro Valverde | Movistar Team          | + 0s     |
| 9. | Harry Sweeny       | Lotto-Soudal           | + 0s     |
| 10. | Franck Bonnamour   | B&B Hotels p/b KTM     | + 0s     |

| \| Classificação geral \| Classificação geral \| Classificação geral \| Classificação geral \| Classificação geral \| \| Ciclista \| Ciclista \| Equipe \| Tempo \| \| \| ------------------- \| ------------------- \| --------------------- \| ------------------- \| ------------------- \| \| 1. \| Lukas Pöstlberger \| Bora-Hansgrohe \| 16h59m22s \| \| \| 2. \| Alexey Lutsenko \| Astana-Premier Tech \| + 1s \| \| \| 3. \| Kasper Asgreen \| Deceuninck-Quick Step \| + 6s \| \| \| 4. \| Ion Izagirre \| Astana-Premier Tech \| + 9s \| \| \| 5. \| Wilco Kelderman \| Bora-Hansgrohe \| + 13s \| \| \| 6. \| Geraint Thomas \| Ineos Grenadiers \| + 14s \| \| \| 7. \| Ilan Van Wilder \| Team DSM \| + 14s \| \| \| 8. \| Richie Porte \| Ineos Grenadiers \| + 16s \| \| \| 9. \| Patrick Konrad \| Bora-Hansgrohe \| + 32s \| \| \| 10. \| Ben O'Connor \| AG2R Citroën Team \| + 34s \| \| |                   |                       |           |
| |                   |                       |           |
| Fonte: ProCyclingStats |                   |                       |           |
| Classificação geral |                   |                       |           |
| Ciclista | Ciclista          | Equipe                | Tempo     |
| 1. | Lukas Pöstlberger | Bora-Hansgrohe        | 16h59m22s |
| 2. | Alexey Lutsenko   | Astana-Premier Tech   | + 1s      |
| 3. | Kasper Asgreen    | Deceuninck-Quick Step | + 6s      |
| 4. | Ion Izagirre      | Astana-Premier Tech   | + 9s      |
| 5. | Wilco Kelderman   | Bora-Hansgrohe        | + 13s     |
| 6. | Geraint Thomas    | Ineos Grenadiers      | + 14s     |
| 7. | Ilan Van Wilder   | Team DSM              | + 14s     |
| 8. | Richie Porte      | Ineos Grenadiers      | + 16s     |
| 9. | Patrick Konrad    | Bora-Hansgrohe        | + 32s     |
| 10. | Ben O'Connor      | AG2R Citroën Team     | + 34s     |

### 6.ª etapa
| Loriol-sur-Drôme - Le Sappey-en-Chartreuse | média montanha | (167,26 km) |

| \| Classificação por etapas \| Classificação por etapas \| Classificação por etapas \| Classificação por etapas \| Classificação por etapas \| \| Ciclista \| Ciclista \| Equipe \| Tempo \| \| \| ------------------------ \| ------------------------ \| ------------------------ \| ------------------------ \| ------------------------ \| \| 1. \| Alejandro Valverde \| Movistar Team \| 3h52m53s \| \| \| 2. \| Tao Geoghegan Hart \| Ineos Grenadiers \| + 0s \| \| \| 3. \| Patrick Konrad \| Bora-Hansgrohe \| + 0s \| \| \| 4. \| Wilco Kelderman \| Bora-Hansgrohe \| + 0s \| \| \| 5. \| Enric Mas \| Movistar Team \| + 0s \| \| \| 6. \| Sepp Kuss \| Jumbo-Visma \| + 0s \| \| \| 7. \| Alexey Lutsenko \| Astana-Premier Tech \| + 0s \| \| \| 8. \| Jack Haig \| Bahrain Victorious \| + 0s \| \| \| 9. \| Ben Hermans \| Israel Start-Up Nation \| + 0s \| \| \| 10. \| Steven Kruijswijk \| Jumbo-Visma \| + 0s \| \| |                    |                        |          |
| |                    |                        |          |
| Fonte: ProCyclingStats |                    |                        |          |
| Classificação por etapas |                    |                        |          |
| Ciclista | Ciclista           | Equipe                 | Tempo    |
| 1. | Alejandro Valverde | Movistar Team          | 3h52m53s |
| 2. | Tao Geoghegan Hart | Ineos Grenadiers       | + 0s     |
| 3. | Patrick Konrad     | Bora-Hansgrohe         | + 0s     |
| 4. | Wilco Kelderman    | Bora-Hansgrohe         | + 0s     |
| 5. | Enric Mas          | Movistar Team          | + 0s     |
| 6. | Sepp Kuss          | Jumbo-Visma            | + 0s     |
| 7. | Alexey Lutsenko    | Astana-Premier Tech    | + 0s     |
| 8. | Jack Haig          | Bahrain Victorious     | + 0s     |
| 9. | Ben Hermans        | Israel Start-Up Nation | + 0s     |
| 10. | Steven Kruijswijk  | Jumbo-Visma            | + 0s     |

| \| Classificação geral \| Classificação geral \| Classificação geral \| Classificação geral \| Classificação geral \| \| Ciclista \| Ciclista \| Equipe \| Tempo \| \| \| ------------------- \| ------------------- \| ------------------- \| ------------------- \| ------------------- \| \| 1. \| Alexey Lutsenko \| Astana-Premier Tech \| 20h52m16s \| \| \| 2. \| Ion Izagirre \| Astana-Premier Tech \| + 8s \| \| \| 3. \| Wilco Kelderman \| Bora-Hansgrohe \| + 12s \| \| \| 4. \| Geraint Thomas \| Ineos Grenadiers \| + 13s \| \| \| 5. \| Ilan Van Wilder \| Team DSM \| + 13s \| \| \| 6. \| Richie Porte \| Ineos Grenadiers \| + 15s \| \| \| 7. \| Patrick Konrad \| Bora-Hansgrohe \| + 27s \| \| \| 8. \| Jack Haig \| Bahrain Victorious \| + 34s \| \| \| 9. \| Steven Kruijswijk \| Jumbo-Visma \| + 39s \| \| \| 10. \| Miguel Ángel López \| Movistar Team \| + 42s \| \| |                    |                     |           |
| |                    |                     |           |
| Fonte: ProCyclingStats |                    |                     |           |
| Classificação geral |                    |                     |           |
| Ciclista | Ciclista           | Equipe              | Tempo     |
| 1. | Alexey Lutsenko    | Astana-Premier Tech | 20h52m16s |
| 2. | Ion Izagirre       | Astana-Premier Tech | + 8s      |
| 3. | Wilco Kelderman    | Bora-Hansgrohe      | + 12s     |
| 4. | Geraint Thomas     | Ineos Grenadiers    | + 13s     |
| 5. | Ilan Van Wilder    | Team DSM            | + 13s     |
| 6. | Richie Porte       | Ineos Grenadiers    | + 15s     |
| 7. | Patrick Konrad     | Bora-Hansgrohe      | + 27s     |
| 8. | Jack Haig          | Bahrain Victorious  | + 34s     |
| 9. | Steven Kruijswijk  | Jumbo-Visma         | + 39s     |
| 10. | Miguel Ángel López | Movistar Team       | + 42s     |

### 7.ª etapa
| Saint-Martin-le-Vinoux - La Plagne | alta montanha | (171,53 km) |

| \| Classificação por etapas \| Classificação por etapas \| Classificação por etapas \| Classificação por etapas \| Classificação por etapas \| \| Ciclista \| Ciclista \| Equipe \| Tempo \| \| \| ------------------------ \| ------------------------ \| ------------------------ \| ------------------------ \| ------------------------ \| \| 1. \| Mark Padun \| Bahrain Victorious \| 4h35m07s \| \| \| 2. \| Richie Porte \| Ineos Grenadiers \| + 34s \| \| \| 3. \| Miguel Ángel López \| Movistar Team \| + 43s \| \| \| 4. \| Jack Haig \| Bahrain Victorious \| + 43s \| \| \| 5. \| Ben O'Connor \| AG2R Citroën Team \| + 47s \| \| \| 6. \| Sepp Kuss \| Jumbo-Visma \| + 52s \| \| \| 7. \| David Gaudu \| Groupama-FDJ \| + 56s \| \| \| 8. \| Enric Mas \| Movistar Team \| + 56s \| \| \| 9. \| Geraint Thomas \| Ineos Grenadiers \| + 59s \| \| \| 10. \| Alexey Lutsenko \| Astana-Premier Tech \| + 1m00s \| \| |                    |                     |          |
| |                    |                     |          |
| Fonte: ProCyclingStats |                    |                     |          |
| Classificação por etapas |                    |                     |          |
| Ciclista | Ciclista           | Equipe              | Tempo    |
| 1. | Mark Padun         | Bahrain Victorious  | 4h35m07s |
| 2. | Richie Porte       | Ineos Grenadiers    | + 34s    |
| 3. | Miguel Ángel López | Movistar Team       | + 43s    |
| 4. | Jack Haig          | Bahrain Victorious  | + 43s    |
| 5. | Ben O'Connor       | AG2R Citroën Team   | + 47s    |
| 6. | Sepp Kuss          | Jumbo-Visma         | + 52s    |
| 7. | David Gaudu        | Groupama-FDJ        | + 56s    |
| 8. | Enric Mas          | Movistar Team       | + 56s    |
| 9. | Geraint Thomas     | Ineos Grenadiers    | + 59s    |
| 10. | Alexey Lutsenko    | Astana-Premier Tech | + 1m00s  |

| \| Classificação geral \| Classificação geral \| Classificação geral \| Classificação geral \| Classificação geral \| \| Ciclista \| Ciclista \| Equipe \| Tempo \| \| \| ------------------- \| ---------------------- \| ------------------- \| ------------------- \| ------------------- \| \| 1. \| Richie Porte \| Ineos Grenadiers \| 25h28m06s \| \| \| 2. \| Alexey Lutsenko \| Astana-Premier Tech \| + 17s \| \| \| 3. \| Geraint Thomas \| Ineos Grenadiers \| + 29s \| \| \| 4. \| Wilco Kelderman \| Bora-Hansgrohe \| + 33s \| \| \| 5. \| Jack Haig \| Bahrain Victorious \| + 34s \| \| \| 6. \| Miguel Ángel López \| Movistar Team \| + 38s \| \| \| 7. \| Ion Izagirre \| Astana-Premier Tech \| + 38s \| \| \| 8. \| Ben O'Connor \| AG2R Citroën Team \| + 1m00s \| \| \| 9. \| David Gaudu \| Groupama-FDJ \| + 1m12s \| \| \| 10. \| Aurélien Paret-Peintre \| AG2R Citroën Team \| + 1m17s \| \| |                        |                     |           |
| |                        |                     |           |
| Fonte: ProCyclingStats |                        |                     |           |
| Classificação geral |                        |                     |           |
| Ciclista | Ciclista               | Equipe              | Tempo     |
| 1. | Richie Porte           | Ineos Grenadiers    | 25h28m06s |
| 2. | Alexey Lutsenko        | Astana-Premier Tech | + 17s     |
| 3. | Geraint Thomas         | Ineos Grenadiers    | + 29s     |
| 4. | Wilco Kelderman        | Bora-Hansgrohe      | + 33s     |
| 5. | Jack Haig              | Bahrain Victorious  | + 34s     |
| 6. | Miguel Ángel López     | Movistar Team       | + 38s     |
| 7. | Ion Izagirre           | Astana-Premier Tech | + 38s     |
| 8. | Ben O'Connor           | AG2R Citroën Team   | + 1m00s   |
| 9. | David Gaudu            | Groupama-FDJ        | + 1m12s   |
| 10. | Aurélien Paret-Peintre | AG2R Citroën Team   | + 1m17s   |

### 8.ª etapa
| La Léchère - Les Gets | alta montanha | (147 km) |

| \| Classificação por etapas \| Classificação por etapas \| Classificação por etapas \| Classificação por etapas \| Classificação por etapas \| \| Ciclista \| Ciclista \| Equipe \| Tempo \| \| \| ------------------------ \| ------------------------ \| ------------------------ \| ------------------------ \| ------------------------ \| \| 1. \| Mark Padun \| Bahrain Victorious \| 4h06m49s \| \| \| 2. \| Jonas Vingegaard \| Jumbo-Visma \| + 1m36s \| \| \| 3. \| Patrick Konrad \| Bora-Hansgrohe \| + 1m36s \| \| \| 4. \| Ben O'Connor \| AG2R Citroën Team \| + 1m57s \| \| \| 5. \| David Gaudu \| Groupama-FDJ \| + 2m10s \| \| \| 6. \| Geraint Thomas \| Ineos Grenadiers \| + 2m10s \| \| \| 7. \| Alexey Lutsenko \| Astana-Premier Tech \| + 2m10s \| \| \| 8. \| Richie Porte \| Ineos Grenadiers \| + 2m10s \| \| \| 9. \| Jack Haig \| Bahrain Victorious \| + 2m10s \| \| \| 10. \| Guillaume Martin \| Cofidis \| + 2m10s \| \| |                  |                     |          |
| |                  |                     |          |
| Fonte: ProCyclingStats |                  |                     |          |
| Classificação por etapas |                  |                     |          |
| Ciclista | Ciclista         | Equipe              | Tempo    |
| 1. | Mark Padun       | Bahrain Victorious  | 4h06m49s |
| 2. | Jonas Vingegaard | Jumbo-Visma         | + 1m36s  |
| 3. | Patrick Konrad   | Bora-Hansgrohe      | + 1m36s  |
| 4. | Ben O'Connor     | AG2R Citroën Team   | + 1m57s  |
| 5. | David Gaudu      | Groupama-FDJ        | + 2m10s  |
| 6. | Geraint Thomas   | Ineos Grenadiers    | + 2m10s  |
| 7. | Alexey Lutsenko  | Astana-Premier Tech | + 2m10s  |
| 8. | Richie Porte     | Ineos Grenadiers    | + 2m10s  |
| 9. | Jack Haig        | Bahrain Victorious  | + 2m10s  |
| 10. | Guillaume Martin | Cofidis             | + 2m10s  |

## Classificações finais
- As classificações finalizaram da seguinte forma:[4]

### Classificação geral
| \| Classificação geral \| Classificação geral \| Classificação geral \| Classificação geral \| Classificação geral \| \| Ciclista \| Ciclista \| Equipe \| Tempo \| \| \| ------------------- \| ------------------- \| ------------------- \| ------------------- \| ------------------- \| \| 1. \| Richie Porte \| Ineos Grenadiers \| 29h37m05s \| \| \| 2. \| Alexey Lutsenko \| Astana-Premier Tech \| + 17s \| \| \| 3. \| Geraint Thomas \| Ineos Grenadiers \| + 29s \| \| \| 4. \| Wilco Kelderman \| Bora-Hansgrohe \| + 33s \| \| \| 5. \| Jack Haig \| Bahrain Victorious \| + 34s \| \| \| 6. \| Miguel Ángel López \| Movistar Team \| + 38s \| \| \| 7. \| Ion Izagirre \| Astana-Premier Tech \| + 38s \| \| \| 8. \| Ben O'Connor \| AG2R Citroën Team \| + 47s \| \| \| 9. \| David Gaudu \| Groupama-FDJ \| + 1m12s \| \| \| 10. \| Tao Geoghegan Hart \| Ineos Grenadiers \| + 1m57s \| \| |                    |                     |           |
| |                    |                     |           |
| Fonte: ProCyclingStats |                    |                     |           |
| Classificação geral |                    |                     |           |
| Ciclista | Ciclista           | Equipe              | Tempo     |
| 1. | Richie Porte       | Ineos Grenadiers    | 29h37m05s |
| 2. | Alexey Lutsenko    | Astana-Premier Tech | + 17s     |
| 3. | Geraint Thomas     | Ineos Grenadiers    | + 29s     |
| 4. | Wilco Kelderman    | Bora-Hansgrohe      | + 33s     |
| 5. | Jack Haig          | Bahrain Victorious  | + 34s     |
| 6. | Miguel Ángel López | Movistar Team       | + 38s     |
| 7. | Ion Izagirre       | Astana-Premier Tech | + 38s     |
| 8. | Ben O'Connor       | AG2R Citroën Team   | + 47s     |
| 9. | David Gaudu        | Groupama-FDJ        | + 1m12s   |
| 10. | Tao Geoghegan Hart | Ineos Grenadiers    | + 1m57s   |

### Classificação da montanha
| Classificação da montanha | Classificação da montanha | Classificação da montanha | Classificação da montanha | Classificação da montanha |
| Ciclista                  | Ciclista                  | Equipe                    | Pontos                    |                           |
| ------------------------- | ------------------------- | ------------------------- | ------------------------- | ------------------------- |
| 1.                        | Mark Padun                | Bahrain Victorious        | 50 pts                    |                           |
| 2.                        | Lawson Craddock           | EF Education-Nippo        | 33 pts                    |                           |
| 3.                        | Michael Valgren           | EF Education-Nippo        | 26 pts                    |                           |
| 4.                        | Matthew Holmes            | Lotto-Soudal              | 21 pts                    |                           |
| 5.                        | Jack Haig                 | Bahrain Victorious        | 16 pts                    |                           |
| 6.                        | Richie Porte              | Ineos Grenadiers          | 15 pts                    |                           |
| 7.                        | Nils Politt               | Bora-Hansgrohe            | 13 pts                    |                           |
| 8.                        | Lukas Pöstlberger         | Bora-Hansgrohe            | 12 pts                    |                           |
| 9.                        | Kenny Elissonde           | Trek-Segafredo            | 12 pts                    |                           |
| 10.                       | Martijn Tusveld           | Team DSM                  | 12 pts                    |                           |

### Classificação dos pontos
| Classificação por pontos | Classificação por pontos | Classificação por pontos | Classificação por pontos | Classificação por pontos |
| Ciclista                 | Ciclista                 | Equipe                   | Pontos                   |                          |
| ------------------------ | ------------------------ | ------------------------ | ------------------------ | ------------------------ |
| 1.                       | Sonny Colbrelli          | Bahrain Victorious       | 91 pts                   |                          |
| 2.                       | Kasper Asgreen           | Deceuninck-Quick Step    | 58 pts                   |                          |
| 3.                       | Alex Aranburu            | Astana-Premier Tech      | 58 pts                   |                          |
| 4.                       | Patrick Konrad           | Bora-Hansgrohe           | 56 pts                   |                          |
| 5.                       | Alejandro Valverde       | Movistar Team            | 51 pts                   |                          |
| 6.                       | Lukas Pöstlberger        | Bora-Hansgrohe           | 37 pts                   |                          |
| 7.                       | Jasper Stuyven           | Trek-Segafredo           | 36 pts                   |                          |
| 8.                       | Mark Padun               | Bahrain Victorious       | 34 pts                   |                          |
| 9.                       | Geraint Thomas           | Ineos Grenadiers         | 33 pts                   |                          |
| 10.                      | Wilco Kelderman          | Bora-Hansgrohe           | 32 pts                   |                          |

### Classificação dos jovens
| Classificação dos jovens | Classificação dos jovens | Classificação dos jovens | Classificação dos jovens | Classificação dos jovens |
| Ciclista                 | Ciclista                 | Equipe                   | Tempo                    |                          |
| ------------------------ | ------------------------ | ------------------------ | ------------------------ | ------------------------ |
| 1.                       | David Gaudu              | Groupama-FDJ             | 29h38m17s                |                          |
| 2.                       | Aurélien Paret-Peintre   | AG2R Citroën Team        | + 1m59s                  |                          |
| 3.                       | Mattias Skjelmose        | Trek-Segafredo           | + 5m44s                  |                          |
| 4.                       | Félix Gall               | Team DSM                 | + 7m43s                  |                          |
| 5.                       | Jaakko Hänninen          | AG2R Citroën Team        | + 25m15s                 |                          |
| 6.                       | Carlos Rodríguez         | Ineos Grenadiers         | + 26m04s                 |                          |
| 7.                       | Valentin Madouas         | Groupama-FDJ             | + 26m49s                 |                          |
| 8.                       | Mark Padun               | Bahrain Victorious       | + 27m29s                 |                          |
| 9.                       | Sylvain Moniquet         | Lotto-Soudal             | + 28m07s                 |                          |
| 10.                      | Brandon McNulty          | UAE Team Emirates        | + 32m23s                 |                          |

### Classificação por equipas
| Classificação por equipes | Classificação por equipes | Classificação por equipes | Classificação por equipes |
| Equipe                    | Equipe                    | Tempo                     |                           |
| ------------------------- | ------------------------- | ------------------------- | ------------------------- |
| 1.                        | Ineos Grenadiers          | 88h53m28s                 |                           |
| 2.                        | Movistar Team             | + 4m09s                   |                           |
| 3.                        | Bahrain Victorious        | + 14m04s                  |                           |
| 4.                        | AG2R Citroën Team         | + 21m32s                  |                           |
| 5.                        | Jumbo-Visma               | + 27m20s                  |                           |
| 6.                        | Astana-Premier Tech       | + 29m30s                  |                           |
| 7.                        | Bora-Hansgrohe            | + 43m13s                  |                           |
| 8.                        | Groupama-FDJ              | + 46m18s                  |                           |
| 9.                        | Team DSM                  | + 51m39s                  |                           |
| 10.                       | Trek-Segafredo            | + 53m46s                  |                           |

## Evolução das classificações
| Etapa |                           | Vencedor _         | Classificação geral | Prêmio por pontos | Prêmio de montanha | Juventude       | Equipes          |
| ----- | ------------------------- | ------------------ | ------------------- | ----------------- | ------------------ | --------------- | ---------------- |
| 1     | etapa escarpada           | Brent Van Moer     | Brent Van Moer      | Brent Van Moer    | Brent Van Moer     | Brent Van Moer  | Lotto Soudal     |
| 2     | etapa escarpada           | Lukas Pöstlberger  | Lukas Pöstlberger   | Sonny Colbrelli   | Matthew Holmes     | Ilan Van Wilder | Bora-Hansgrohe   |
| 3     | etapa escarpada           | Sonny Colbrelli    | Lukas Pöstlberger   | Sonny Colbrelli   | Matthew Holmes     | Ilan Van Wilder | Bora-Hansgrohe   |
| 4     | contrarrelógio individual | Alexey Lutsenko    | Lukas Pöstlberger   | Sonny Colbrelli   | Matthew Holmes     | Ilan Van Wilder | Bora-Hansgrohe   |
| 5     | etapa escarpada           | Geraint Thomas     | Lukas Pöstlberger   | Sonny Colbrelli   | Matthew Holmes     | Ilan Van Wilder | Bora-Hansgrohe   |
| 6     | média montanha            | Alejandro Valverde | Alexey Lutsenko     | Sonny Colbrelli   | Matthew Holmes     | Ilan Van Wilder | Ineos Grenadiers |
| 7     | alta montanha             | Mark Padun         | Richie Porte        | Sonny Colbrelli   | Lawson Craddock    | David Gaudu     | Ineos Grenadiers |
| 8     | alta montanha             | Mark Padun         | Richie Porte        | Sonny Colbrelli   | Mark Padun         | David Gaudu     | Ineos Grenadiers |
| Final | Final                     |                    | Richie Porte        | Sonny Colbrelli   | Mark Padun         | David Gaudu     | Ineos Grenadiers |

## Ciclistas participantes e posições finais
| EF Education-Nippo EFN | EF Education-Nippo EFN | EF Education-Nippo EFN |
| ---------------------- | ---------------------- | ---------------------- |
| Num                    | Ciclista               | Pos                    |
| 1                      | Michael Valgren (DEN)  | 24.                    |
| 2                      | William Barta (USA)    | 94.                    |
| 3                      | Lawson Craddock (USA)  | 66.                    |
| 4                      | Julien El Fares (FRA)  | 46.                    |
| 5                      | Lachlan Morton (AUS)   | DNF-7                  |
| 6                      | Hideto Nakane (JPN)    | DNF-8                  |
| 7                      | Logan Owen (USA)       | DNF-8                  |

| Groupama-FDJ GFC | Groupama-FDJ GFC              | Groupama-FDJ GFC |
| ---------------- | ----------------------------- | ---------------- |
| Num              | Ciclista                      | Pos              |
| 11               | David Gaudu (FRA)             | 9.               |
| 12               | Bruno Armirail (FRA)          | 41.              |
| 13               | William Bonnet (FRA)          | DNF-7            |
| 14               | Kevin Geniets (LUX) (estrada) | 61.              |
| 15               | Mathieu Ladagnous (FRA)       | 96.              |
| 16               | Olivier Le Gac (FRA)          | 90.              |
| 17               | Valentin Madouas (FRA)        | 34.              |

| Cofidis COF | Cofidis COF               | Cofidis COF |
| ----------- | ------------------------- | ----------- |
| Num         | Ciclista                  | Pos         |
| 21          | Guillaume Martin (FRA)    | 20.         |
| 22          | Simon Geschke (GER)       | 49.         |
| 23          | Nathan Haas (AUS)         | 101.        |
| 24          | Emmanuel Morin (FRA)      | DNF-8       |
| 25          | Anthony Perez (FRA)       | 57.         |
| 26          | Pierre-Luc Périchon (FRA) | 100.        |
| 27          | Kenneth Vanbilsen (BEL)   | DNF-8       |

| Ineos Grenadiers IGD | Ineos Grenadiers IGD     | Ineos Grenadiers IGD |
| -------------------- | ------------------------ | -------------------- |
| Num                  | Ciclista                 | Pos                  |
| 31                   | Geraint Thomas (GBR)     | 3.                   |
| 32                   | Andrey Amador (CRC)      | 93.                  |
| 33                   | Tao Geoghegan Hart (GBR) | 10.                  |
| 34                   | Michał Kwiatkowski (POL) | 68.                  |
| 35                   | Richie Porte (AUS)       | 1.                   |
| 36                   | Carlos Rodríguez (ESP)   | 33.                  |
| 37                   | Dylan van Baarle (NED)   | 59.                  |

| Jumbo-Visma TJV | Jumbo-Visma TJV         | Jumbo-Visma TJV |
| --------------- | ----------------------- | --------------- |
| Num             | Ciclista                | Pos             |
| 41              | Steven Kruijswijk (NED) | 15.             |
| 42              | Robert Gesink (NED)     | 43.             |
| 43              | Lennard Hofstede (NED)  | DNF-5           |
| 44              | Sepp Kuss (USA)         | 23.             |
| 45              | Tony Martin (GER)       | 106.            |
| 46              | Timo Roosen (NED)       | 80.             |
| 47              | Jonas Vingegaard (DEN)  | 51.             |

| Movistar Team MOV | Movistar Team MOV        | Movistar Team MOV |
| ----------------- | ------------------------ | ----------------- |
| Num               | Ciclista                 | Pos               |
| 51                | Miguel Ángel López (COL) | 6.                |
| 52                | Jorge Arcas (ESP)        | 69.               |
| 53                | Imanol Erviti (ESP)      | 71.               |
| 54                | Enric Mas (ESP)          | 11.               |
| 55                | José Joaquín Rojas (ESP) | 67.               |
| 56                | Alejandro Valverde (ESP) | 14.               |
| 57                | Carlos Verona (ESP)      | 31.               |

| Bora-Hansgrohe BOH | Bora-Hansgrohe BOH        | Bora-Hansgrohe BOH |
| ------------------ | ------------------------- | ------------------ |
| Num                | Ciclista                  | Pos                |
| 61                 | Wilco Kelderman (NED)     | 4.                 |
| 62                 | Patrick Gamper (AUT)      | DNF-8              |
| 63                 | Patrick Konrad (AUT)      | 12.                |
| 64                 | Nils Politt (GER)         | 78.                |
| 65                 | Lukas Pöstlberger (AUT)   | 58.                |
| 66                 | Michaek Schwarzmann (GER) | DNF-8              |
| 67                 | Frederik Wandahl (DEN)    | 117.               |

| AG2R Citroën Team ACT | AG2R Citroën Team ACT        | AG2R Citroën Team ACT |
| --------------------- | ---------------------------- | --------------------- |
| Num                   | Ciclista                     | Pos                   |
| 71                    | Ben O'Connor (AUS)           | 8.                    |
| 72                    | Dorian Godon (FRA)           | 54.                   |
| 73                    | Jaakko Hänninen (FIN)        | 32.                   |
| 74                    | Oliver Naesen (BEL)          | 77.                   |
| 75                    | Aurélien Paret-Peintre (FRA) | 13.                   |
| 76                    | Greg Van Avermaet (BEL)      | 81.                   |
| 77                    | Clément Venturini (FRA)      | DNF-5                 |

| Israel Start-Up Nation ISN | Israel Start-Up Nation ISN     | Israel Start-Up Nation ISN |
| -------------------------- | ------------------------------ | -------------------------- |
| Num                        | Ciclista                       | Pos                        |
| 81                         | Chris Froome (GBR)             | 47.                        |
| 82                         | Alexander Cataford (CAN)       | 85.                        |
| 83                         | Omer Goldstein (ISR) (estrada) | 79.                        |
| 84                         | Ben Hermans (BEL)              | 19.                        |
| 85                         | Reto Hollenstein (SUI)         | 75.                        |
| 86                         | Alexis Renard (FRA)            | 111.                       |
| 87                         | Mads Würtz (DEN)               | DNF-8                      |

| Astana-Premier Tech APT | Astana-Premier Tech APT               | Astana-Premier Tech APT |
| ----------------------- | ------------------------------------- | ----------------------- |
| Num                     | Ciclista                              | Pos                     |
| 91                      | Ion Izagirre (ESP)                    | 7.                      |
| 92                      | Alex Aranburu (ESP)                   | 72.                     |
| 93                      | Dmitriy Gruzdev (KAZ)                 | 108.                    |
| 94                      | Alexey Lutsenko (KAZ) (estrada e CRI) | 2.                      |
| 95                      | Yuriy Natarov (KAZ)                   | 95.                     |
| 96                      | Ben Perry (CAN)                       | DNF-2                   |
| 97                      | Óscar Rodríguez Garaicoechea (ESP)    | 50.                     |

| Arkéa-Samsic ARK | Arkéa-Samsic ARK        | Arkéa-Samsic ARK |
| ---------------- | ----------------------- | ---------------- |
| Num              | Ciclista                | Pos              |
| 101              | Nairo Quintana (COL)    | 18.              |
| 102              | Winner Anacona (COL)    | 88.              |
| 103              | Warren Barguil (FRA)    | 38.              |
| 104              | Anthony Delaplace (FRA) | DNF-7            |
| 105              | Łukasz Owsian (POL)     | 65.              |
| 106              | Laurent Pichon (FRA)    | 87.              |
| 107              | Clément Russo (FRA)     | DNF-8            |

| Lotto-Soudal LTS | Lotto-Soudal LTS         | Lotto-Soudal LTS |
| ---------------- | ------------------------ | ---------------- |
| Num              | Ciclista                 | Pos              |
| 111              | Tim Wellens (BEL)        | 92.              |
| 112              | Steff Cras (BEL)         | 64.              |
| 113              | Sébastien Grignard (BEL) | 107.             |
| 114              | Matthew Holmes (GBR)     | 102.             |
| 115              | Sylvain Moniquet (BEL)   | 37.              |
| 116              | Harry Sweeny (AUS)       | DNF-8            |
| 117              | Brent Van Moer (BEL)     | 83.              |

| Bahrain Victorious TBV | Bahrain Victorious TBV  | Bahrain Victorious TBV |
| ---------------------- | ----------------------- | ---------------------- |
| Num                    | Ciclista                | Pos                    |
| 121                    | Dylan Teuns (BEL)       | 25.                    |
| 122                    | Santiago Buitrago (COL) | 55.                    |
| 123                    | Eros Capecchi (ITA)     | DNF-1                  |
| 124                    | Sonny Colbrelli (ITA)   | 76.                    |
| 125                    | Jack Haig (AUS)         | 5.                     |
| 126                    | Marco Haller (AUT)      | 110.                   |
| 127                    | Mark Padun (UKR)        | 36.                    |

| UAE Team Emirates UAD | UAE Team Emirates UAD             | UAE Team Emirates UAD |
| --------------------- | --------------------------------- | --------------------- |
| Num                   | Ciclista                          | Pos                   |
| 131                   | Andrés Camilo Ardila (COL)        | 103.                  |
| 132                   | Mikkel Bjerg (DEN)                | 42.                   |
| 133                   | Sven Erik Bystrøm (NOR) (estrada) | 91.                   |
| 134                   | Joe Dombrowski (USA)              | 27.                   |
| 135                   | Alexander Kristoff (NOR)          | 113.                  |
| 136                   | Brandon McNulty (USA)             | 40.                   |
| 137                   | Ivo Oliveira (POR)                | DNF-5                 |

| Deceuninck-Quick Step DQT | Deceuninck-Quick Step DQT      | Deceuninck-Quick Step DQT |
| ------------------------- | ------------------------------ | ------------------------- |
| Num                       | Ciclista                       | Pos                       |
| 141                       | Florian Sénéchal (FRA)         | 115.                      |
| 142                       | Shane Archbold (NZL)           | 114.                      |
| 143                       | Kasper Asgreen (DEN) (estrada) | 73.                       |
| 144                       | Josef Černý (CZE)              | 118.                      |
| 145                       | Ian Garrison (USA)             | DNF-2                     |
| 146                       | Fabio Jakobsen (NED)           | DNF-8                     |
| 147                       | Stijn Steels (BEL)             | 112.                      |

| Trek-Segafredo TFS | Trek-Segafredo TFS      | Trek-Segafredo TFS |
| ------------------ | ----------------------- | ------------------ |
| Num                | Ciclista                | Pos                |
| 151                | Michel Ries (LUX)       | 60.                |
| 152                | Julien Bernard (FRA)    | 74.                |
| 153                | Kenny Elissonde (FRA)   | 28.                |
| 154                | Mattias Skjelmose (DEN) | 21.                |
| 155                | Ryan Mullen (IRL)       | DNF-8              |
| 156                | Mads Pedersen (DEN)     | DNF-3              |
| 157                | Jasper Stuyven (BEL)    | 62.                |

| BikeExchange BEX | BikeExchange BEX       | BikeExchange BEX |
| ---------------- | ---------------------- | ---------------- |
| Num              | Ciclista               | Pos              |
| 161              | Kevin Colleoni (ITA)   | DNF-7            |
| 162              | Brent Bookwalter (USA) | 97.              |
| 163              | Tsgabu Grmay (ETH)     | 39.              |
| 164              | Kaden Groves (AUS)     | DNF-5            |
| 165              | Damien Howson (AUS)    | 16.              |
| 166              | Barnabás Peák (HUN)    | 98.              |
| 167              | Andrey Zeits (KAZ)     | DNF-7            |

| Team DSM DSM | Team DSM DSM          | Team DSM DSM |
| ------------ | --------------------- | ------------ |
| Num          | Ciclista              | Pos          |
| 171          | Marco Brenner (GER)   | 82.          |
| 172          | Félix Gall (AUT)      | 22.          |
| 173          | Chad Haga (USA)       | 56.          |
| 174          | Martin Salmon (GER)   | 116.         |
| 175          | Martijn Tusveld (NED) | 45.          |
| 176          | Ilan Van Wilder (BEL) | 44.          |
| 177          | Kevin Vermaerke (USA) | 70.          |

| B&B Hotels p/b KTM BBK | B&B Hotels p/b KTM BBK      | B&B Hotels p/b KTM BBK |
| ---------------------- | --------------------------- | ---------------------- |
| Num                    | Ciclista                    | Pos                    |
| 181                    | Pierre Rolland (FRA)        | 29.                    |
| 182                    | Franck Bonnamour (FRA)      | 84.                    |
| 183                    | Maxime Chevalier (FRA)      | 48.                    |
| 184                    | Cyril Gautier (FRA)         | DNF-8                  |
| 185                    | Eliot Lietaer (BEL)         | 63.                    |
| 186                    | Quentin Pacher (FRA)        | 30.                    |
| 187                    | Sebastian Schönberger (AUT) | 89.                    |

| Intermarché-Wanty-Gobert Matériaux IWG | Intermarché-Wanty-Gobert Matériaux IWG | Intermarché-Wanty-Gobert Matériaux IWG |
| -------------------------------------- | -------------------------------------- | -------------------------------------- |
| Num                                    | Ciclista                               | Pos                                    |
| 191                                    | Louis Meintjes (RSA)                   | 17.                                    |
| 192                                    | Jan Bakelants (BEL)                    | 35.                                    |
| 193                                    | Jérémy Bellicaud (FRA)                 | 109.                                   |
| 194                                    | Théo Delacroix (FRA)                   | 105.                                   |
| 195                                    | Jasper De Plus (BEL)                   | DNF-8                                  |
| 196                                    | Kévin Van Melsen (BEL)                 | 104.                                   |
| 197                                    | Loïc Vliegen (BEL)                     | DNF-6                                  |

| Qhubeka Assos TQA | Qhubeka Assos TQA      | Qhubeka Assos TQA |
| ----------------- | ---------------------- | ----------------- |
| Num               | Ciclista               | Pos               |
| 201               | Fabio Aru (ITA)        | 26.               |
| 202               | Sander Armée (BEL)     | 53.               |
| 203               | Carlos Barbero (ESP)   | 86.               |
| 204               | Sean Bennett (USA)     | 52.               |
| 205               | Michael Gogl (AUT)     | NP-4              |
| 206               | Robert Power (AUS)     | DNF-2             |
| 207               | Dylan Sunderland (AUS) | 99.               |

| EF Education-Nippo EFN | EF Education-Nippo EFN | EF Education-Nippo EFN |
| ---------------------- | ---------------------- | ---------------------- |
| Num                    | Ciclista               | Pos                    |
| 1                      | Michael Valgren (DEN)  | 24.                    |
| 2                      | William Barta (USA)    | 94.                    |
| 3                      | Lawson Craddock (USA)  | 66.                    |
| 4                      | Julien El Fares (FRA)  | 46.                    |
| 5                      | Lachlan Morton (AUS)   | DNF-7                  |
| 6                      | Hideto Nakane (JPN)    | DNF-8                  |
| 7                      | Logan Owen (USA)       | DNF-8                  |

| Groupama-FDJ GFC | Groupama-FDJ GFC              | Groupama-FDJ GFC |
| ---------------- | ----------------------------- | ---------------- |
| Num              | Ciclista                      | Pos              |
| 11               | David Gaudu (FRA)             | 9.               |
| 12               | Bruno Armirail (FRA)          | 41.              |
| 13               | William Bonnet (FRA)          | DNF-7            |
| 14               | Kevin Geniets (LUX) (estrada) | 61.              |
| 15               | Mathieu Ladagnous (FRA)       | 96.              |
| 16               | Olivier Le Gac (FRA)          | 90.              |
| 17               | Valentin Madouas (FRA)        | 34.              |

| Cofidis COF | Cofidis COF               | Cofidis COF |
| ----------- | ------------------------- | ----------- |
| Num         | Ciclista                  | Pos         |
| 21          | Guillaume Martin (FRA)    | 20.         |
| 22          | Simon Geschke (GER)       | 49.         |
| 23          | Nathan Haas (AUS)         | 101.        |
| 24          | Emmanuel Morin (FRA)      | DNF-8       |
| 25          | Anthony Perez (FRA)       | 57.         |
| 26          | Pierre-Luc Périchon (FRA) | 100.        |
| 27          | Kenneth Vanbilsen (BEL)   | DNF-8       |

| Ineos Grenadiers IGD | Ineos Grenadiers IGD     | Ineos Grenadiers IGD |
| -------------------- | ------------------------ | -------------------- |
| Num                  | Ciclista                 | Pos                  |
| 31                   | Geraint Thomas (GBR)     | 3.                   |
| 32                   | Andrey Amador (CRC)      | 93.                  |
| 33                   | Tao Geoghegan Hart (GBR) | 10.                  |
| 34                   | Michał Kwiatkowski (POL) | 68.                  |
| 35                   | Richie Porte (AUS)       | 1.                   |
| 36                   | Carlos Rodríguez (ESP)   | 33.                  |
| 37                   | Dylan van Baarle (NED)   | 59.                  |

| Jumbo-Visma TJV | Jumbo-Visma TJV         | Jumbo-Visma TJV |
| --------------- | ----------------------- | --------------- |
| Num             | Ciclista                | Pos             |
| 41              | Steven Kruijswijk (NED) | 15.             |
| 42              | Robert Gesink (NED)     | 43.             |
| 43              | Lennard Hofstede (NED)  | DNF-5           |
| 44              | Sepp Kuss (USA)         | 23.             |
| 45              | Tony Martin (GER)       | 106.            |
| 46              | Timo Roosen (NED)       | 80.             |
| 47              | Jonas Vingegaard (DEN)  | 51.             |

| Movistar Team MOV | Movistar Team MOV        | Movistar Team MOV |
| ----------------- | ------------------------ | ----------------- |
| Num               | Ciclista                 | Pos               |
| 51                | Miguel Ángel López (COL) | 6.                |
| 52                | Jorge Arcas (ESP)        | 69.               |
| 53                | Imanol Erviti (ESP)      | 71.               |
| 54                | Enric Mas (ESP)          | 11.               |
| 55                | José Joaquín Rojas (ESP) | 67.               |
| 56                | Alejandro Valverde (ESP) | 14.               |
| 57                | Carlos Verona (ESP)      | 31.               |

| Bora-Hansgrohe BOH | Bora-Hansgrohe BOH        | Bora-Hansgrohe BOH |
| ------------------ | ------------------------- | ------------------ |
| Num                | Ciclista                  | Pos                |
| 61                 | Wilco Kelderman (NED)     | 4.                 |
| 62                 | Patrick Gamper (AUT)      | DNF-8              |
| 63                 | Patrick Konrad (AUT)      | 12.                |
| 64                 | Nils Politt (GER)         | 78.                |
| 65                 | Lukas Pöstlberger (AUT)   | 58.                |
| 66                 | Michaek Schwarzmann (GER) | DNF-8              |
| 67                 | Frederik Wandahl (DEN)    | 117.               |

| AG2R Citroën Team ACT | AG2R Citroën Team ACT        | AG2R Citroën Team ACT |
| --------------------- | ---------------------------- | --------------------- |
| Num                   | Ciclista                     | Pos                   |
| 71                    | Ben O'Connor (AUS)           | 8.                    |
| 72                    | Dorian Godon (FRA)           | 54.                   |
| 73                    | Jaakko Hänninen (FIN)        | 32.                   |
| 74                    | Oliver Naesen (BEL)          | 77.                   |
| 75                    | Aurélien Paret-Peintre (FRA) | 13.                   |
| 76                    | Greg Van Avermaet (BEL)      | 81.                   |
| 77                    | Clément Venturini (FRA)      | DNF-5                 |

| Israel Start-Up Nation ISN | Israel Start-Up Nation ISN     | Israel Start-Up Nation ISN |
| -------------------------- | ------------------------------ | -------------------------- |
| Num                        | Ciclista                       | Pos                        |
| 81                         | Chris Froome (GBR)             | 47.                        |
| 82                         | Alexander Cataford (CAN)       | 85.                        |
| 83                         | Omer Goldstein (ISR) (estrada) | 79.                        |
| 84                         | Ben Hermans (BEL)              | 19.                        |
| 85                         | Reto Hollenstein (SUI)         | 75.                        |
| 86                         | Alexis Renard (FRA)            | 111.                       |
| 87                         | Mads Würtz (DEN)               | DNF-8                      |

| Astana-Premier Tech APT | Astana-Premier Tech APT               | Astana-Premier Tech APT |
| ----------------------- | ------------------------------------- | ----------------------- |
| Num                     | Ciclista                              | Pos                     |
| 91                      | Ion Izagirre (ESP)                    | 7.                      |
| 92                      | Alex Aranburu (ESP)                   | 72.                     |
| 93                      | Dmitriy Gruzdev (KAZ)                 | 108.                    |
| 94                      | Alexey Lutsenko (KAZ) (estrada e CRI) | 2.                      |
| 95                      | Yuriy Natarov (KAZ)                   | 95.                     |
| 96                      | Ben Perry (CAN)                       | DNF-2                   |
| 97                      | Óscar Rodríguez Garaicoechea (ESP)    | 50.                     |

| Arkéa-Samsic ARK | Arkéa-Samsic ARK        | Arkéa-Samsic ARK |
| ---------------- | ----------------------- | ---------------- |
| Num              | Ciclista                | Pos              |
| 101              | Nairo Quintana (COL)    | 18.              |
| 102              | Winner Anacona (COL)    | 88.              |
| 103              | Warren Barguil (FRA)    | 38.              |
| 104              | Anthony Delaplace (FRA) | DNF-7            |
| 105              | Łukasz Owsian (POL)     | 65.              |
| 106              | Laurent Pichon (FRA)    | 87.              |
| 107              | Clément Russo (FRA)     | DNF-8            |

| Lotto-Soudal LTS | Lotto-Soudal LTS         | Lotto-Soudal LTS |
| ---------------- | ------------------------ | ---------------- |
| Num              | Ciclista                 | Pos              |
| 111              | Tim Wellens (BEL)        | 92.              |
| 112              | Steff Cras (BEL)         | 64.              |
| 113              | Sébastien Grignard (BEL) | 107.             |
| 114              | Matthew Holmes (GBR)     | 102.             |
| 115              | Sylvain Moniquet (BEL)   | 37.              |
| 116              | Harry Sweeny (AUS)       | DNF-8            |
| 117              | Brent Van Moer (BEL)     | 83.              |

| Bahrain Victorious TBV | Bahrain Victorious TBV  | Bahrain Victorious TBV |
| ---------------------- | ----------------------- | ---------------------- |
| Num                    | Ciclista                | Pos                    |
| 121                    | Dylan Teuns (BEL)       | 25.                    |
| 122                    | Santiago Buitrago (COL) | 55.                    |
| 123                    | Eros Capecchi (ITA)     | DNF-1                  |
| 124                    | Sonny Colbrelli (ITA)   | 76.                    |
| 125                    | Jack Haig (AUS)         | 5.                     |
| 126                    | Marco Haller (AUT)      | 110.                   |
| 127                    | Mark Padun (UKR)        | 36.                    |

| UAE Team Emirates UAD | UAE Team Emirates UAD             | UAE Team Emirates UAD |
| --------------------- | --------------------------------- | --------------------- |
| Num                   | Ciclista                          | Pos                   |
| 131                   | Andrés Camilo Ardila (COL)        | 103.                  |
| 132                   | Mikkel Bjerg (DEN)                | 42.                   |
| 133                   | Sven Erik Bystrøm (NOR) (estrada) | 91.                   |
| 134                   | Joe Dombrowski (USA)              | 27.                   |
| 135                   | Alexander Kristoff (NOR)          | 113.                  |
| 136                   | Brandon McNulty (USA)             | 40.                   |
| 137                   | Ivo Oliveira (POR)                | DNF-5                 |

| Deceuninck-Quick Step DQT | Deceuninck-Quick Step DQT      | Deceuninck-Quick Step DQT |
| ------------------------- | ------------------------------ | ------------------------- |
| Num                       | Ciclista                       | Pos                       |
| 141                       | Florian Sénéchal (FRA)         | 115.                      |
| 142                       | Shane Archbold (NZL)           | 114.                      |
| 143                       | Kasper Asgreen (DEN) (estrada) | 73.                       |
| 144                       | Josef Černý (CZE)              | 118.                      |
| 145                       | Ian Garrison (USA)             | DNF-2                     |
| 146                       | Fabio Jakobsen (NED)           | DNF-8                     |
| 147                       | Stijn Steels (BEL)             | 112.                      |

| Trek-Segafredo TFS | Trek-Segafredo TFS      | Trek-Segafredo TFS |
| ------------------ | ----------------------- | ------------------ |
| Num                | Ciclista                | Pos                |
| 151                | Michel Ries (LUX)       | 60.                |
| 152                | Julien Bernard (FRA)    | 74.                |
| 153                | Kenny Elissonde (FRA)   | 28.                |
| 154                | Mattias Skjelmose (DEN) | 21.                |
| 155                | Ryan Mullen (IRL)       | DNF-8              |
| 156                | Mads Pedersen (DEN)     | DNF-3              |
| 157                | Jasper Stuyven (BEL)    | 62.                |

| BikeExchange BEX | BikeExchange BEX       | BikeExchange BEX |
| ---------------- | ---------------------- | ---------------- |
| Num              | Ciclista               | Pos              |
| 161              | Kevin Colleoni (ITA)   | DNF-7            |
| 162              | Brent Bookwalter (USA) | 97.              |
| 163              | Tsgabu Grmay (ETH)     | 39.              |
| 164              | Kaden Groves (AUS)     | DNF-5            |
| 165              | Damien Howson (AUS)    | 16.              |
| 166              | Barnabás Peák (HUN)    | 98.              |
| 167              | Andrey Zeits (KAZ)     | DNF-7            |

| Team DSM DSM | Team DSM DSM          | Team DSM DSM |
| ------------ | --------------------- | ------------ |
| Num          | Ciclista              | Pos          |
| 171          | Marco Brenner (GER)   | 82.          |
| 172          | Félix Gall (AUT)      | 22.          |
| 173          | Chad Haga (USA)       | 56.          |
| 174          | Martin Salmon (GER)   | 116.         |
| 175          | Martijn Tusveld (NED) | 45.          |
| 176          | Ilan Van Wilder (BEL) | 44.          |
| 177          | Kevin Vermaerke (USA) | 70.          |

| B&B Hotels p/b KTM BBK | B&B Hotels p/b KTM BBK      | B&B Hotels p/b KTM BBK |
| ---------------------- | --------------------------- | ---------------------- |
| Num                    | Ciclista                    | Pos                    |
| 181                    | Pierre Rolland (FRA)        | 29.                    |
| 182                    | Franck Bonnamour (FRA)      | 84.                    |
| 183                    | Maxime Chevalier (FRA)      | 48.                    |
| 184                    | Cyril Gautier (FRA)         | DNF-8                  |
| 185                    | Eliot Lietaer (BEL)         | 63.                    |
| 186                    | Quentin Pacher (FRA)        | 30.                    |
| 187                    | Sebastian Schönberger (AUT) | 89.                    |

| Intermarché-Wanty-Gobert Matériaux IWG | Intermarché-Wanty-Gobert Matériaux IWG | Intermarché-Wanty-Gobert Matériaux IWG |
| -------------------------------------- | -------------------------------------- | -------------------------------------- |
| Num                                    | Ciclista                               | Pos                                    |
| 191                                    | Louis Meintjes (RSA)                   | 17.                                    |
| 192                                    | Jan Bakelants (BEL)                    | 35.                                    |
| 193                                    | Jérémy Bellicaud (FRA)                 | 109.                                   |
| 194                                    | Théo Delacroix (FRA)                   | 105.                                   |
| 195                                    | Jasper De Plus (BEL)                   | DNF-8                                  |
| 196                                    | Kévin Van Melsen (BEL)                 | 104.                                   |
| 197                                    | Loïc Vliegen (BEL)                     | DNF-6                                  |

| Qhubeka Assos TQA | Qhubeka Assos TQA      | Qhubeka Assos TQA |
| ----------------- | ---------------------- | ----------------- |
| Num               | Ciclista               | Pos               |
| 201               | Fabio Aru (ITA)        | 26.               |
| 202               | Sander Armée (BEL)     | 53.               |
| 203               | Carlos Barbero (ESP)   | 86.               |
| 204               | Sean Bennett (USA)     | 52.               |
| 205               | Michael Gogl (AUT)     | NP-4              |
| 206               | Robert Power (AUS)     | DNF-2             |
| 207               | Dylan Sunderland (AUS) | 99.               |

Convenções:
- AB-N: Abandono na etapa N
- FLT-N: Retiro por chegada fora do limite de tempo na etapa N
- NTS-N: Não tomou a saída para a etapa N
- DES-N: Desclassificado ou expulsado na etapa N

## UCI World Ranking
O Critério do Dauphiné outorgou pontos para o UCI World Ranking para corredores das equipas nas categorias UCI WorldTeam, UCI ProTeam e Continental. As seguintes tabelas são o barómetro de pontuação e os 10 corredores que obtiveram mais pontos:
| Posição             | 1.º | 2.º | 3.º | 4.º | 5.º | 6.º | 7.º | 8.º | 9.º | 10.º | 11.º | 12.º | 13.º | 14.º | 15.º | 16.º-20.º | 21.º-30.º | 31.º-50.º | 51.º-55.º | 56.º-60.º |
| Classificação geral | 500 | 400 | 325 | 275 | 225 | 175 | 150 | 125 | 100 | 85   | 70   | 60   | 50   | 40   | 35   | 30        | 20        | 10        | 5         | 3         |
| Por etapa           | 60  | 25  | 10  |     |     |     |     |     |     |      |      |      |      |      |      |           |           |           |           |           |
| Líder               | 10  |     |     |     |     |     |     |     |     |      |      |      |      |      |      |           |           |           |           |           |

| Classificação |                    |                     |       |       |       |       |
| Posição       | Ciclista           | Equipa              | Geral | Etapa | Líder | Total |
| ------------- | ------------------ | ------------------- | ----- | ----- | ----- | ----- |
| 1.º           | Richie Porte       | Ineos Grenadiers    | 500   | 25    | 10    | 535   |
| 2.º           | Alexey Lutsenko    | Astana-Premier Tech | 400   | 60    | 10    | 470   |
| 3.º           | Geraint Thomas     | Ineos Grenadiers    | 325   | 60    | -     | 385   |
| 4.º           | Wilco Kelderman    | Bora-Hansgrohe      | 275   | -     | -     | 275   |
| 5.º           | Jack Haig          | Bahrain Victorious  | 225   | -     | -     | 225   |
| 6.º           | Miguel Ángel López | Movistar            | 175   | 10    | -     | 185   |
| 7.º           | Ion Izagirre       | Astana-Premier Tech | 150   | 25    | -     | 175   |
| 8.º           | Sonny Colbrelli    | Bahrain Victorious  | -     | 135   | -     | 135   |
| 9.º           | Mark Padun         | Bahrain Victorious  | 10    | 120   | -     | 130   |
| 10.º          | Ben O'Connor       | AG2R Citroën        | 125   | -     | -     | 125   |